# Pronyscher Zaum

Schema eines Pronyschen Zaums
M=Drehmoment, F=Gewichtskraft, l=Hebellänge

Der Pronysche Zaum (benannt nach dem französischen Ingenieur Gaspard de Prony 1755–1839) ist ein Gerät zum Messen von Drehmomenten an rotierenden Wellen. Andere Bezeichnungen sind Holzbremse oder Backenbremse. Er gehört zusammen mit der Wasserwirbelbremse, der Wirbelstrombremse und der Generatorbremse zu den Bremsdynamometern.
Der Pronysche Zaum besteht im Wesentlichen aus einem Hebel mit verstellbaren Backen an einem Ende und einer Waagschale am anderen Ende. Die Backen werden auf das Reibrad oder die rotierende Welle, deren Drehmoment zu messen ist, geklemmt. Auf die Waagschale gelegte Gewichtsstücke verhindern das Mitdrehen des Zaums. Ihre Gewichtskraft ist so einzustellen, dass der Hebel waagerecht gehalten wird, dann ist das Produkt aus Gewichtskraft und Hebellänge dem zu messenden Drehmoment gleich.
Das von der untersuchten Maschine erzeugte und zu messende Drehmoment wird durch Verändern des Drucks der Bremsbacken auf die Welle (das Rad) mittels der Stellschrauben (siehe Abbildung) eingestellt. Die Welle rotiert mit gleichbleibender Geschwindigkeit. Um den Zaum in Messzustand zu bringen (der Hebelarm berührt die Anschläge nicht), werden die Wäge-Massen geändert. Aus dem Abstand {\displaystyle l} zwischen Bremsbackenmitte und dem Angriffspunkt der Gewichtskraft {\displaystyle F} ergibt sich das bei der vorgegebenen Drehzahl von der Maschine abgegebene Drehmoment mit:
{\displaystyle \mathrm {M} =l\cdot \mathrm {F} }
Da der Zaum wegen des naturgemäß nicht konstanten Reibmomentes  nur schwer in Balance zu halten ist, bestimmt man mit dem Pronyschen Zaum meist nur noch das Anfahrmoment von Elektromotoren. Hierbei wird der Elektromotor bis fast zum Stillstand abgebremst.
Die mechanische Leistung errechnet sich aus dem Quotienten der geleisteten Arbeit {\displaystyle \Delta \mathrm {W} } und der dafür benötigten Zeit {\displaystyle \Delta t}. Ist {\displaystyle \Delta t} die Dauer eines vollen Umlaufs, so ist {\displaystyle \textstyle n={\frac {1}{\Delta t}}} die Drehzahl, und die geleistete Arbeit ist das Produkt aus der Kraft {\displaystyle F} und der Länge des Weges, das heißt des Kreisumfangs {\displaystyle 2\pi \cdot l}, also
{\displaystyle \mathrm {P} ={\frac {\Delta \mathrm {W} }{\Delta t}}={\frac {2\pi \cdot \mathrm {M} }{\Delta t}}=2\pi \cdot \mathrm {M} \cdot n}.